# Шерек
Ше́рек (чув. Шерĕк) — деревня в Моргаушском районе Чувашской Республики. Входит в состав Ильинского сельского поселения.

## География
Находится в северо-западной части Чувашии, на расстоянии приблизительно 19 км на север по прямой от районного центра села Моргауши.

## История
Основана в 1939, тогда же было учтено 28 жителей, в 1979 — 68. В 2002 году было 13 дворов, в 2010 — 9 домохозяйств. В 2010 году действовало ООО «Волга».

## Население
Постоянное население составляло 32 человека (чуваши 87 %) в 2002 году, 29 в 2010.